# Gereaua perrieri
Gereaua perrieri är en kinesträdsväxtart som först beskrevs av René Paul Raymond Capuron, och fick sitt nu gällande namn av Buerki & Callm.. Gereaua perrieri ingår i släktet Gereaua och familjen kinesträdsväxter. Inga underarter finns listade i Catalogue of Life.